# UEFA Women's Cup 2001-2002
La UEFA Women's Cup 2001-2002 è stata la prima edizione del torneo europeo femminile di calcio per club UEFA Women's Cup, destinato alle formazioni vincitrici dei massimi campionati nazionali d'Europa. Il torneo è stato vinto dalle tedesche del 1. FFC Francoforte, che hanno sconfitto in finale le svedesi dell'Umeå IK.

## Formato
Partecipano al torneo 2001-2002 un totale di 33 squadre provenienti da 33 diverse federazioni affiliate alla UEFA.
Il torneo si compone di tre fasi: qualificazioni, fase a gironi, fase ad eliminazione diretta. Alle qualificazioni partecipano le squadre appartenenti alle due federazioni con il ranking UEFA più basso. La squadra vincente le qualificazioni accede alla fase a gironi, dove le 32 squadre sono state raggruppate in 8 gruppi da 4 squadre ciascuno. In ogni gruppo le squadre giocano una contro l'altra in un mini-torneo all'italiana, ospitato da una delle quattro squadre. Le otto vincitrici dei gironi acquisiscono il diritto di accedere alla fase ad eliminazione diretta. I quarti di finale e le semifinali si giocano con partite di andata e ritorno. La finale si gioca in gara unica al Waldstadion di Francoforte sul Meno, in Germania.
| Turno          | Andata                                              | Ritorno                                             |
| -------------- | --------------------------------------------------- | --------------------------------------------------- |
| Qualificazioni | 14 agosto 2001                                      | 30 agosto 2001                                      |
| Fase a gironi  | dal 18 settembre al 6 novembre 2001                 | dal 18 settembre al 6 novembre 2001                 |
| Quarti         | 16-17 marzo 2002                                    | 28-31 marzo 2002                                    |
| Semifinali     | 14 aprile 2002                                      | 27-28 aprile 2002                                   |
| Finale         | 23 maggio 2002 al Waldstadion, Francoforte sul Meno | 23 maggio 2002 al Waldstadion, Francoforte sul Meno |

## Squadre partecipanti
| Fase a gironi               | Fase a gironi           | Fase a gironi      | Fase a gironi       |
| --------------------------- | ----------------------- | ------------------ | ------------------- |
| 1. FFC Francoforte          | Umeå IK                 | Tolosa             | HJK                 |
| Trondheims-Ørn              | Arsenal                 | Odense             | Rjazan'-TNK         |
| Babrujčanka                 | Levante                 | Torres Terra Sarda | Ter Leede           |
| Sparta Praga                | Mašinac PZP             | FFC Berna          | Ayr United          |
| FC Lehenda-Cheksil Černihiv | KSC Eendracht Aalst     | AO Kavala          | 1. FC Femina        |
| KÍ Klaksvík                 | Breslavia               | Gatões             | College Sports Club |
| Osijek                      | Austria Vienna/Landhaus | Grand Hotel Varna  | KR Reykjavík        |
| Hapoel Tel Aviv             | Progrès Niedercorn      | ŠKF Žilina         |                     |
| Qualificazioni              |                         |                    |                     |
| FC Codru Chişinău           | NK Ilirija              |                    |                     |

## Qualificazioni
| Squadra 1         | Totale | Squadra 2             | Andata | Ritorno |
| ----------------- | ------ | --------------------- | ------ | ------- |
| FC Codru Chişinău | 18 - 0 | ŽNK Ilirija Ljubljana | 9 - 0  | 9 - 0   |

## Fase a gironi
Le partite di ciascun raggruppamento sono state ospitate da una delle quattro squadre, indicata in corsivo.

### Gruppo 1
| Pos. | Squadra             | Pt | G | V | N | P | GF | GS | DR  |
| ---- | ------------------- | -- | - | - | - | - | -- | -- | --- |
| 1.   | Trondheims-Ørn      | 9  | 3 | 3 | 0 | 0 | 23 | 1  | +22 |
| 2.   | Babrujčanka         | 6  | 3 | 2 | 0 | 1 | 8  | 8  | 0   |
| 3.   | KSC Eendracht Aalst | 3  | 3 | 1 | 0 | 2 | 5  | 15 | -10 |
| 4.   | KR Reykjavík        | 0  | 3 | 0 | 0 | 3 | 4  | 16 | -12 |

| 20 settembre 2001 | Trondheims-Ørn      | 9 - 0 | KR Reykjavík        | Stjørdal  |
| 20 settembre 2001 | Bobruichanka        | 4 - 1 | KSC Eendracht Aalst | Stjørdal  |
| 22 settembre 2001 | Trondheims-Ørn      | 6 - 1 | Bobruichanka        | Trondheim |
| 22 settembre 2001 | KR Reykjavík        | 3 - 4 | KSC Eendracht Aalst | Trondheim |
| 24 settembre 2001 | KSC Eendracht Aalst | 0 - 8 | Trondheims-Ørn      | Trondheim |
| 24 settembre 2001 | KR Reykjavík        | 1 - 3 | Bobruichanka        | Trondheim |

### Gruppo 2
| Pos. | Squadra     | Pt | G | V | N | P | GF | GS | DR  |
| ---- | ----------- | -- | - | - | - | - | -- | -- | --- |
| 1.   | Rjazan'-TNK | 9  | 3 | 3 | 0 | 0 | 28 | 0  | +28 |
| 2.   | Ter Leede   | 6  | 3 | 2 | 0 | 1 | 9  | 4  | +5  |
| 3.   | AO Kavala   | 3  | 3 | 1 | 0 | 2 | 2  | 20 | -18 |
| 4.   | ŠKF Žilina  | 0  | 3 | 0 | 0 | 3 | 1  | 16 | -15 |

| 18 settembre 2001 | Rjazan'    | 4 - 0  | Ter Leede  | Sassenheim |
| 18 settembre 2001 | AO Kavala  | 2 - 1  | SKF Žilina | Sassenheim |
| 20 settembre 2001 | Rjazan'    | 11 - 0 | AO Kavala  | Sassenheim |
| 20 settembre 2001 | Ter Leede  | 1 - 0  | SKF Žilina | Sassenheim |
| 22 settembre 2001 | SKF Žilina | 0 - 13 | Rjazan'    | Sassenheim |
| 22 settembre 2001 | Ter Leede  | 8 - 0  | AO Kavala  | Sassenheim |

### Gruppo 3
| Pos. | Squadra           | Pt | G | V | N | P | GF | GS | DR  |
| ---- | ----------------- | -- | - | - | - | - | -- | -- | --- |
| 1.   | Umeå IK           | 9  | 3 | 3 | 0 | 0 | 10 | 0  | +10 |
| 2.   | Sparta Praga      | 6  | 3 | 2 | 0 | 1 | 8  | 1  | +7  |
| 3.   | 1. FC Femina      | 3  | 3 | 1 | 0 | 2 | 4  | 7  | -3  |
| 4.   | Grand Hotel Varna | 0  | 3 | 0 | 0 | 3 | 0  | 14 | -14 |

| 3 ottobre 2001 | Grand Hotel Varna | 0 - 4 | 1. FC Femina      | Umeå |
| 3 ottobre 2001 | Umeå IK           | 1 - 0 | Sparta Praga      | Umeå |
| 5 ottobre 2001 | Sparta Praga      | 1 - 0 | 1. FC Femina      | Umeå |
| 5 ottobre 2001 | Umeå IK           | 3 - 0 | Grand Hotel Varna | Umeå |
| 7 ottobre 2001 | 1. FC Femina      | 0 - 6 | Umeå IK           | Umeå |
| 7 ottobre 2001 | Sparta Praga      | 7 - 0 | Grand Hotel Varna | Umeå |

### Gruppo 4
| Pos. | Squadra             | Pt | G | V | N | P | GF | GS | DR  |
| ---- | ------------------- | -- | - | - | - | - | -- | -- | --- |
| 1.   | 1. FFC Francoforte  | 9  | 3 | 3 | 0 | 0 | 24 | 0  | +24 |
| 2.   | Levante             | 6  | 3 | 2 | 0 | 1 | 20 | 2  | +18 |
| 3.   | FC Codru Chişinău   | 3  | 3 | 1 | 0 | 2 | 10 | 8  | +2  |
| 4.   | College Sports Club | 0  | 3 | 0 | 0 | 3 | 0  | 44 | -44 |

| 3 ottobre 2001 | 1. FFC Francoforte  | 1 - 0  | Levante UD          | Francoforte sul Meno |
| 3 ottobre 2001 | FC Codru Chişinău   | 9 - 0  | College Sports Club | Francoforte sul Meno |
| 5 ottobre 2001 | 1. FFC Francoforte  | 5 - 0  | FC Codru Chişinău   | Francoforte sul Meno |
| 5 ottobre 2001 | Levante UD          | 17 - 0 | College Sports Club | Francoforte sul Meno |
| 7 ottobre 2001 | College Sports Club | 0 - 18 | 1. FFC Francoforte  | Francoforte sul Meno |
| 7 ottobre 2001 | Levante UD          | 3 - 1  | FC Codru Chişinău   | Francoforte sul Meno |

### Gruppo 5
| Pos. | Squadra                 | Pt | G | V | N | P | GF | GS | DR  |
| ---- | ----------------------- | -- | - | - | - | - | -- | -- | --- |
| 1.   | HJK                     | 9  | 3 | 3 | 0 | 0 | 14 | 1  | +13 |
| 2.   | Torres Terra Sarda      | 6  | 3 | 2 | 0 | 1 | 10 | 2  | +8  |
| 3.   | KÍ Klaksvík             | 3  | 3 | 1 | 0 | 2 | 2  | 9  | -7  |
| 4.   | Austria Vienna/Landhaus | 0  | 3 | 0 | 0 | 3 | 1  | 15 | -14 |

| 3 ottobre 2001 | Torres          | 1 - 2 | HJK Helsinki    | Helsinki |
| 3 ottobre 2001 | Landhaus Vienna | 1 - 2 | KÍ Klaksvík     | Helsinki |
| 5 ottobre 2001 | Torres          | 5 - 0 | Landhaus Vienna | Helsinki |
| 5 ottobre 2001 | HJK Helsinki    | 4 - 0 | KÍ Klaksvík     | Helsinki |
| 7 ottobre 2001 | KÍ Klaksvík     | 0 - 4 | Torres          | Helsinki |
| 7 ottobre 2001 | HJK Helsinki    | 8 - 0 | Landhaus Vienna | Helsinki |

### Gruppo 6
| Pos. | Squadra            | Pt | G | V | N | P | GF | GS | DR  |
| ---- | ------------------ | -- | - | - | - | - | -- | -- | --- |
| 1.   | Odense             | 9  | 3 | 3 | 0 | 0 | 19 | 1  | +18 |
| 2.   | Mašinac            | 6  | 3 | 2 | 0 | 1 | 19 | 4  | +15 |
| 3.   | Gatões             | 3  | 3 | 1 | 0 | 2 | 9  | 10 | -1  |
| 4.   | Progrès Niedercorn | 0  | 3 | 0 | 0 | 3 | 0  | 32 | -32 |

| 3 ottobre 2001 | Odense             | 3 - 0  | Gatões F.C.        | Odense |
| 3 ottobre 2001 | Progrès Niedercorn | 0 - 11 | Mašinac            | Odense |
| 5 ottobre 2001 | Odense             | 13 - 0 | Progrès Niedercorn | Odense |
| 5 ottobre 2001 | Gatões F.C.        | 1 - 7  | Mašinac            | Odense |
| 7 ottobre 2001 | Mašinac            | 1 - 3  | Odense             | Odense |
| 7 ottobre 2001 | Gatões F.C.        | 8 - 0  | Progrès Niedercorn | Odense |

### Gruppo 7
| Pos. | Squadra                     | Pt | G | V | N | P | GF | GS | DR |
| ---- | --------------------------- | -- | - | - | - | - | -- | -- | -- |
| 1.   | Tolosa                      | 7  | 3 | 2 | 1 | 0 | 9  | 2  | +7 |
| 2.   | FC Lehenda-Cheksil Černihiv | 4  | 3 | 1 | 1 | 1 | 4  | 4  | 0  |
| 3.   | Ayr United                  | 3  | 3 | 0 | 3 | 0 | 6  | 6  | 0  |
| 4.   | Osijek                      | 1  | 3 | 0 | 1 | 2 | 5  | 12 | -7 |

| 2 novembre 2001 | Tolosa                      | 1 - 0 | FC Lehenda-Cheksil Černihiv | Ayr |
| 2 novembre 2001 | Osijek                      | 3 - 3 | Ayr United                  | Ayr |
| 4 novembre 2001 | Tolosa                      | 6 - 0 | Osijek                      | Ayr |
| 4 novembre 2001 | FC Lehenda-Cheksil Černihiv | 1 - 1 | Ayr United                  | Ayr |
| 6 novembre 2001 | Ayr United                  | 2 - 2 | Tolosa                      | Ayr |
| 6 novembre 2001 | FC Lehenda-Cheksil Černihiv | 3 - 2 | Osijek                      | Ayr |

### Gruppo 8
| Pos. | Squadra         | Pt | G | V | N | P | GF | GS | DR  |
| ---- | --------------- | -- | - | - | - | - | -- | -- | --- |
| 1.   | Arsenal         | 9  | 3 | 3 | 0 | 0 | 13 | 1  | +12 |
| 2.   | FFC Berna       | 6  | 3 | 2 | 0 | 1 | 10 | 5  | +5  |
| 3.   | Breslavia       | 3  | 3 | 1 | 0 | 2 | 9  | 5  | +4  |
| 4.   | Hapoel Tel Aviv | 0  | 3 | 0 | 0 | 3 | 0  | 21 | -21 |

| 1º ottobre 2001 | Arsenal Ladies      | 4 - 0 | FFC Berna           | Berna |
| 1º ottobre 2001 | Hapoel Tel Aviv     | 0 - 7 | K.Ś. A.Z.S. Wrocław | Berna |
| 3 ottobre 2001  | Arsenal Ladies      | 7 - 0 | Hapoel Tel Aviv     | Berna |
| 3 ottobre 2001  | FFC Berna           | 3 - 1 | K.Ś. A.Z.S. Wrocław | Berna |
| 5 ottobre 2001  | K.Ś. A.Z.S. Wrocław | 1 - 2 | Arsenal Ladies      | Berna |
| 5 ottobre 2001  | FFC Berna           | 7 - 0 | Hapoel Tel Aviv     | Berna |

## Quarti di finale
| Squadra 1      | Totale | Squadra 2          | Andata | Ritorno     |
| -------------- | ------ | ------------------ | ------ | ----------- |
| Arsenal        | 2 - 3  | Tolosa             | 1 - 1  | 1 - 2 (dts) |
| Odense         | 1 - 5  | 1. FFC Francoforte | 0 - 3  | 1 - 2       |
| Umeå IK        | 7 - 2  | Rjazan'-TNK        | 4 - 1  | 3 - 1       |
| Trondheims-Ørn | 2 - 3  | HJK                | 2 - 1  | 0 - 2       |

### Andata
| Londra 16 marzo 2002                                    | Arsenal   | 1 – 1       | Tolosa | Borehamwood |
| \| \| \| \| \| Grant 38’ \| Marcatori \| 78’ Rouquet \| |           |             |        |             |
|                                                         |           |             |        |             |
| Grant 38’                                               | Marcatori | 78’ Rouquet |        |             |

| Odense 16 marzo 2002                                                 | Odense    | 0 – 3                              | 1. FFC Francoforte | Odense Atletikstadion |
| \| \| \| \| \| \| Marcatori \| 22’ Wunderlich 30’ Prinz 36’ Jones \| |           |                                    |                    |                       |
|                                                                      |           |                                    |                    |                       |
|                                                                      | Marcatori | 22’ Wunderlich 30’ Prinz 36’ Jones |                    |                       |

| Arbitro: | Geja Mulder |

|                                                    |           |                |
| Ljungberg 45’, 81’ Moström 77’ (pen.) Runesson 80’ | Marcatori | 29’ Verezubova |

| Arbitro: | Wendy Toms |

|                                 |           |             |
| Valkonen 7’ (o.g.) Sandaune 24’ | Marcatori | 50’ Sarapää |

### Ritorno
| Tolosa 30 marzo 2002                                              | Tolosa    | 2 – 1 (d.t.s.) | Arsenal | Stade des Sept-Deniers (3 628 spett.) |
| \| \| \| \| \| Briche 85’ Kramo 115’ \| Marcatori \| 90’ Maggs \| |           |                |         |                                       |
|                                                                   |           |                |         |                                       |
| Briche 85’ Kramo 115’                                             | Marcatori | 90’ Maggs      |         |                                       |

| Arbitro: | Nicole Petignat |

|                        |           |              |
| Lingor 52’, 67’ (pen.) | Marcatori | 21’ Pedersen |

| Arbitro: | Sabrina Rinaldi |

|                   |           |                                |
| Poustovoitova 70’ | Marcatori | 5’, 37’ Ljungberg 73’ Runesson |

| Arbitro: | Christine Frai |

|                  |           |  |
| Kalmari 43’, 79’ | Marcatori |  |

## Semifinali
| Squadra 1 | Totale | Squadra 2          | Andata | Ritorno |
| --------- | ------ | ------------------ | ------ | ------- |
| Tolosa    | 1 - 2  | 1. FFC Francoforte | 1 - 2  | 0 - 0   |
| Umeå IK   | 3 - 1  | HJK                | 2 - 1  | 1 - 0   |

### Andata
| Tolosa 14 aprile 2002                                            | Tolosa    | 1 – 2               | 1. FFC Francoforte | Stade des Sept-Deniers (3 500 spett.) |
| \| \| \| \| \| Rouquet 8’ \| Marcatori \| 32’ Meier 60’ Jones \| |           |                     |                    |                                       |
|                                                                  |           |                     |                    |                                       |
| Rouquet 8’                                                       | Marcatori | 32’ Meier 60’ Jones |                    |                                       |

| Arbitro: | Elke Günthner |

|                           |           |             |
| Ljungberg 47’ Kapstad 68’ | Marcatori | 28’ Kalmari |

### Ritorno
| Francoforte sul Meno 28 aprile 2002 | 1. FFC Francoforte | 0 – 0 | Tolosa | Stadion am Brentanobad (3 700 spett.) |

| Arbitro: | Nicole Petignat |

|  |           |              |
|  | Marcatori | 9’ Ljungberg |

## Finale
| Squadra 1          | Risultato | Squadra 2 |
| ------------------ | --------- | --------- |
| 1. FFC Francoforte | 2 - 0     | Umeå IK   |

| Arbitro: | Katriina Elovirta |

|                     |           |  |
| Jones 68’ Prinz 89’ | Marcatori |  |

## Statistiche

### Classifica marcatrici
| Gol |  |  | Giocatore          | Squadra            |
| --- |  |  | ------------------ | ------------------ |
| 9   |  |  | Steffi Jones       | 1. FFC Francoforte |
| 8   |  |  | Laura Kalmari      | HJK Helsinki       |
| 8   |  |  | Merete Pedersen    | Odense             |
| 8   |  |  | Natalia Barbachina | Rjazan'-VDV        |
| 8   |  |  | Olga Letiouchova   | Rjazan'-VDV        |